# Daghereotipie

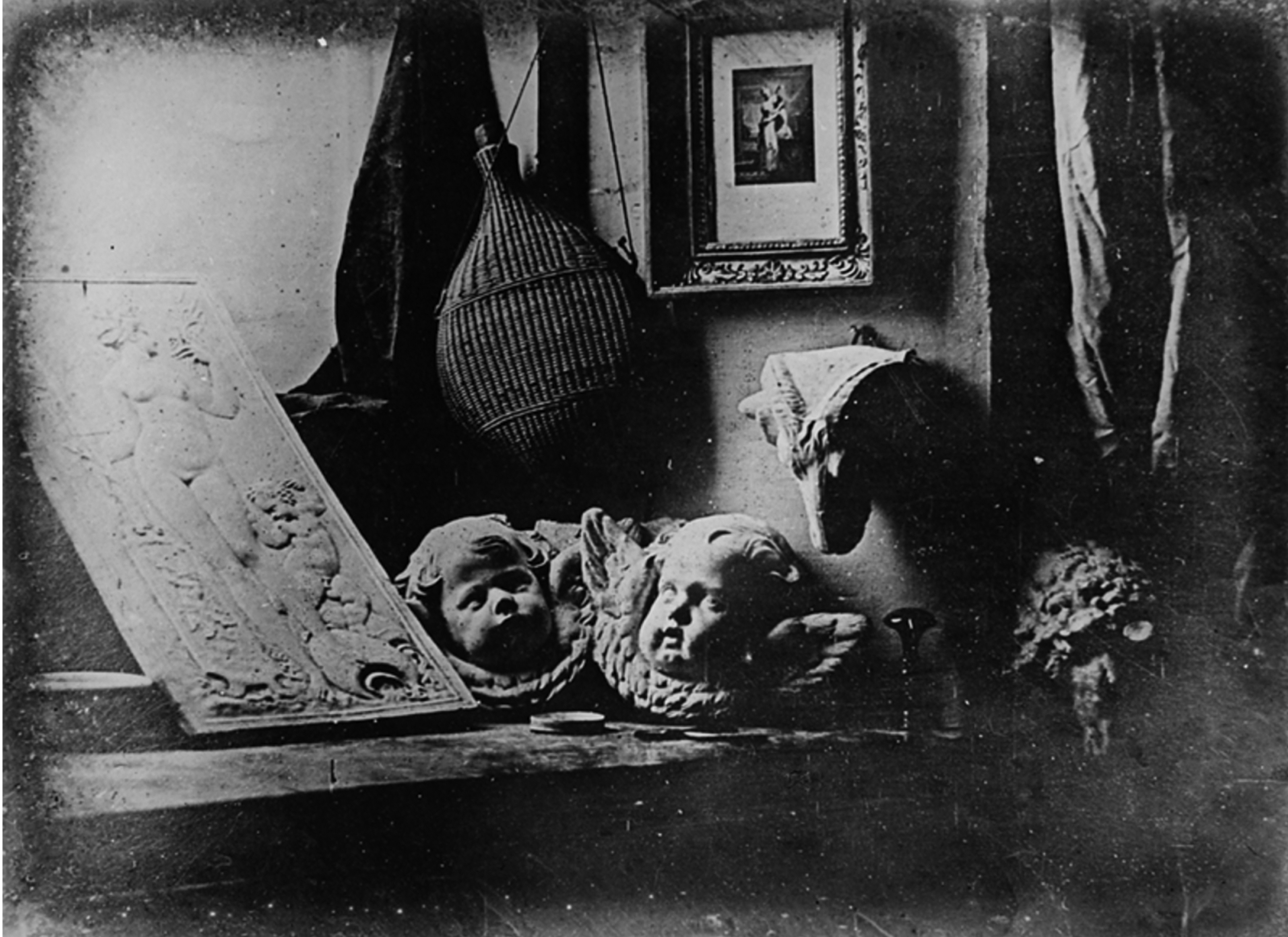
L’Atelier de l'artiste. Dagherotip din 1837 de Daguerre, primul care a realizat procedeul complet.

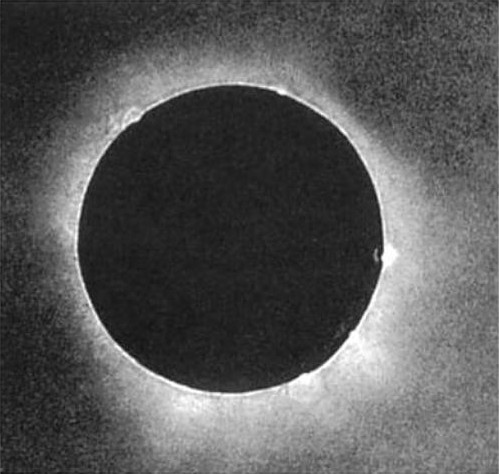
Eclipsa de soare din 28 iulie 1851 a fost prima fotografie corect expusă a unei eclipse de soare, prin tehnica daghereotipiei.

Daghereotipia (numită și dagherotipie; din franceză daguerréotype) a fost prima tehnică fotografică reușită. Ea a fost dezvoltată de Louis Daguerre împreună cu Joseph Nicéphore Niépce. Niépce produsese prima imagine fotografică în cameră obscură folosind asfalt pe plăcuțe de cupru tratate cu ulei de levănțică, procedeu ce impunea expuneri îndelungate.
Într-un daghereotip, imaginea se formează într-un amalgam de mercur și argint. Vaporii de mercur produși de încălzirea mercurului lichid sunt folosiți pentru developarea plăcuței de cupru acoperită cu un strat de argint devenit fotosensibil prin tratarea cu vapori de iod, ceea ce duce la formarea de cristale de iodură de argint pe suprafața argintată.
Timpul de expunere a fost redus ulterior folosind brom pentru a forma cristale de bromură de argint și înlocuind lentilele Chevalier cu lentile mai mari și mai rapide, proiectate de Joseph Petzval.
Imaginea se formează pe suprafața plăcii argintate care arată ca o oglindă. Ea se poate șterge ușor cu degetul și oxidează în aer, astfel încât de la început daghereotipurile se montau în carcase ermetice sau în rame acoperite cu sticlă.
Pentru a vizualiza un daghereotip, o suprafață întunecată se reflectă pe suprafața argintată, iar reproducerea detaliilor în fotografii clare este foarte bună, datorită suprafeței perfect plane.
Deși daghereotipurile sunt imagini unicat, ele se pot copia prin redaghereotiparea originalului.

## Inventarea

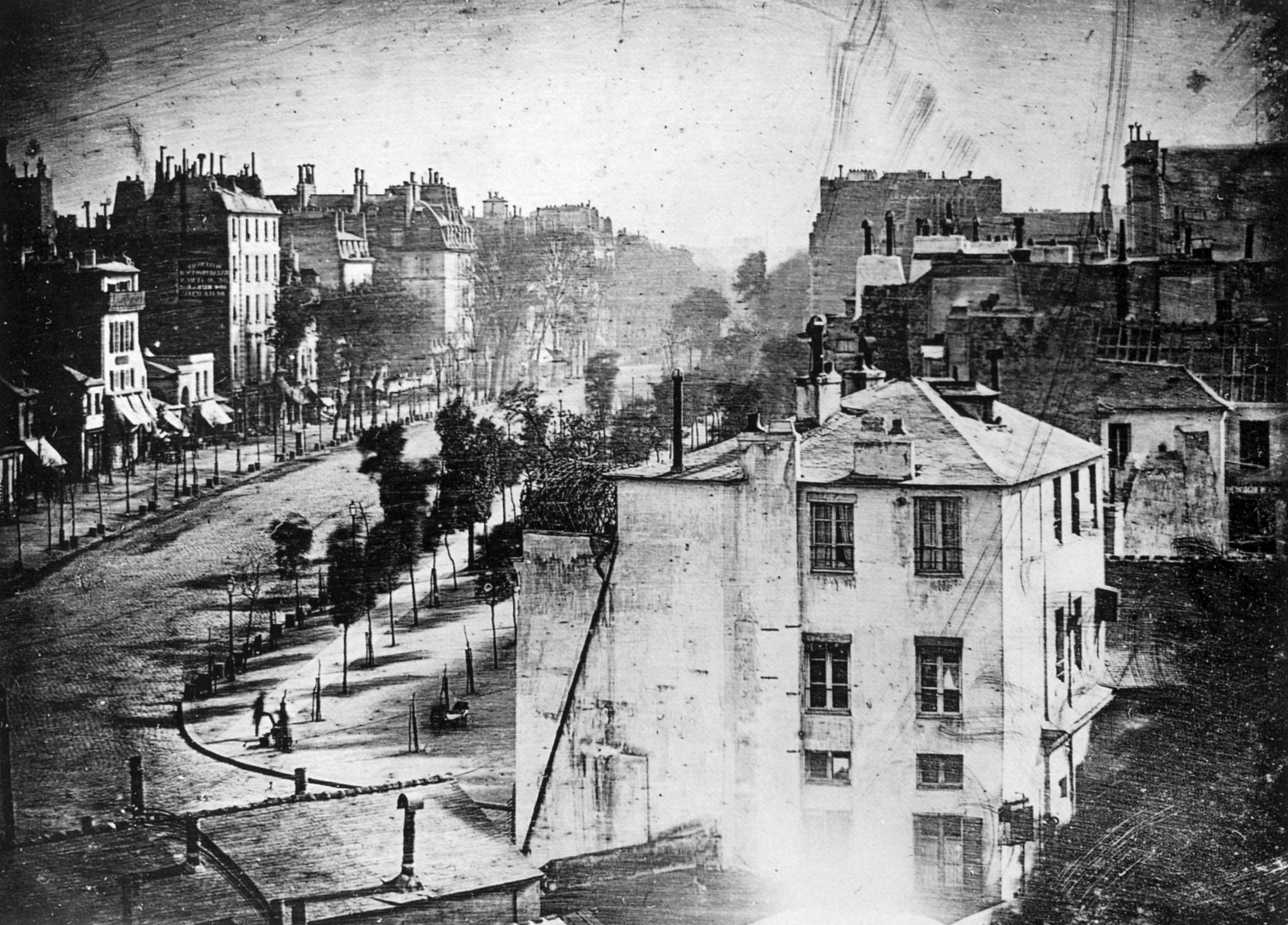
Boulevard du Temple, Paris, primăvara lui 1838, de Daguerre (prima fotografie a unei persoane). Imaginea prezintă o stradă aglomerată, dar din cauza timpului de expunere de peste zece minute, traficul în mișcare nu apare. Apar doar un bărbat căruia i se lustruiau încălțările, băiatul care i le lustruia, cei doi oameni care stăteau la o masă suficient de nemișcați pentru ca imaginea lor să fie imortalizată. Imaginea este inversată (ca în cazul tuturor daghereotipurilor), după cum o ilustrează literele inversate de pe o clădire în stânga-sus.

Începând cu sfârșitul Renașterii, artiști și inventatori au căutat o metodă mecanică de imortalizare a scenelor vizuale. La început, folosind camera obscură, artiștii desenau manual ceea ce vedeau.
Descoperirile metodelor și substanțelor fotosensibile—cum ar fi azotatul de argint de Albertus Magnus în secolul al XIII-lea, și heliografia pe bază de bitum a lui Nicéphore Niépce în 1822 —au contribuit la dezvoltarea daghereotipiei. În 1829 artistul și farmacistul francez Louis J.M. Daguerre, creatorul unui design de cameră complet nou, s-a asociat cu Niépce, lider în fotochimie, pentru a-și dezvolta tehnologiile.
După moartea lui Niépce în 1833, Daguerre a continuat să cerceteze chimia și mecanica înregistrării imaginilor prin acoperirea plăcilor de cupru cu argint iodurat. În 1835, Daguerre a descoperit—după ce a spart din greșeală un termometru cu mercur—o metodă de a developa imagini expuse timp de 20–30 de minute. Rafinarea acestui proces avea să-i permită să fixeze imaginea—împiedicând înnegrirea argintului—cu o soluție puternică de săruri. În 1837, el a realizat o natură moartă cu matrițe de ipsos, o sticlă îmbrăcată în răchită împletită, un desen înrămat și o draperie—intitulată L’Atelier de l'artiste—care a fost primul daghereotip care a trecut cu succes prin procesul complet de expunere, developare și fixare.
Academia Franceză de Științe a anunțat procedeul la 9 ianuarie 1839. În același an, William Fox Talbot a anunțat dezvoltarea calotipului. Împreună, cele două invenții marchează anul 1839 ca an al inventării fotografiei.
Daguerre nu a obținut patent pentru invenția sa în Franța, dar guvernul francez i-a oferit o pensie. În Regatul Unit, Miles Berry, în numele lui Daguerre, a obținut un patent pentru procedeul daghereotipiei la 14 august 1839. Aproape simultan, la 19 august 1839, guvernul francez a anunțat că invenția este un dar „oferit gratuit Lumii”.

## Procedeul

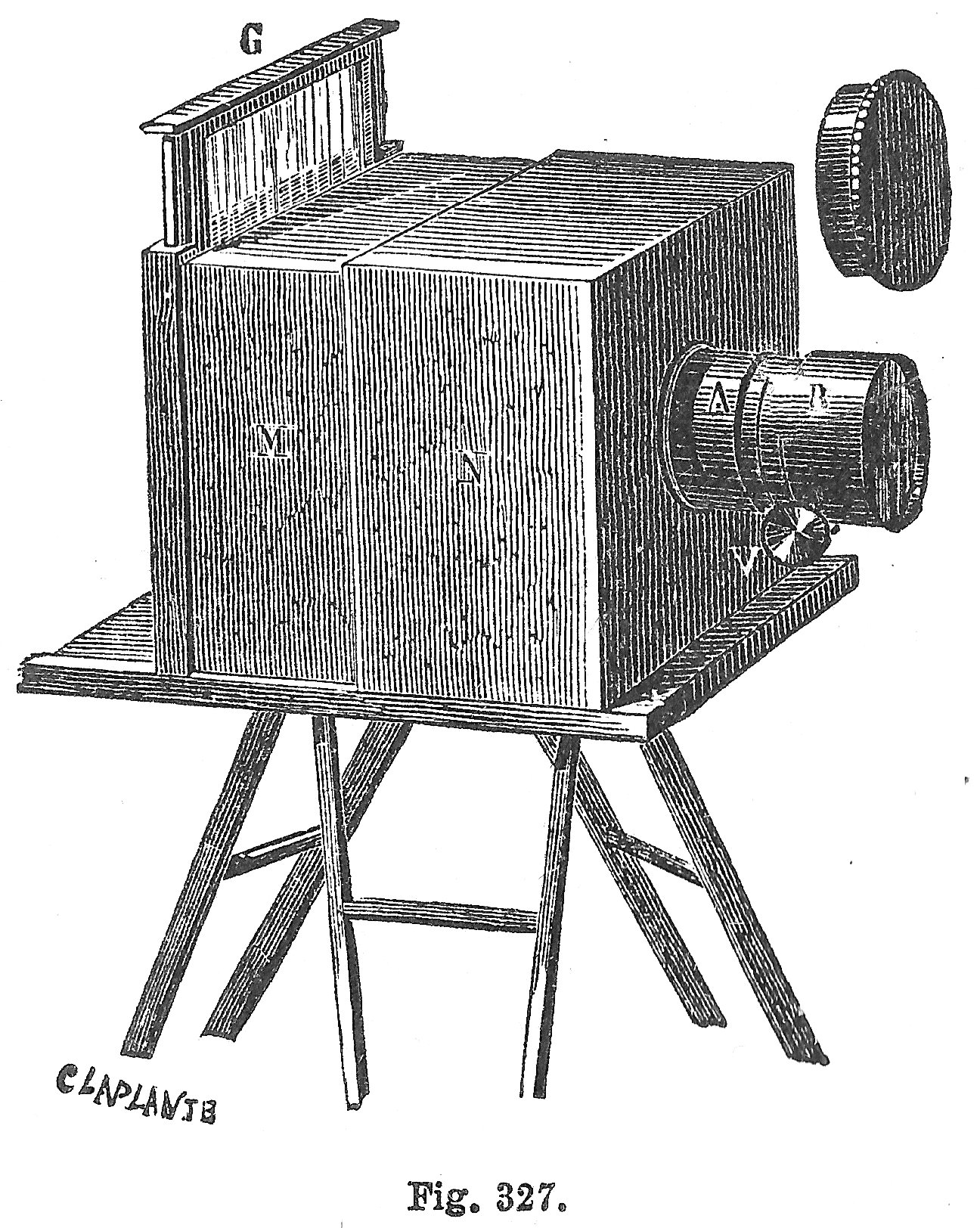
Aparat pentru daghereotipie

Daghereotipul, ca și ferotipul, este o imagine fotografică ce nu permite transferul direct al imaginii pe un alt mediu fotosensibil, spre deosebire de plăcile de sticlă sau negativele de hârtie. Pregătirea plăcii înainte de expunerea imaginii avea ca rezultat formarea unui strat de halogenură de argint fotosensibilă, iar expunerea la o imagine printr-o lentilă forma o imagine latentă. Imaginea latentă era făcută vizibilă, sau „developată”, punând placa expusă deasupra unui recipient cu mercur ușor încălzit (până la 30 °C). Daguerre a fost primul care a descoperit și a publicat (în publicarea procedeului și la patentul englezesc din 1839) principiul developării imaginilor latente.
Vaporii de mercur condensau mai mult în acele locuri de pe placă ce fuseseră expuse la lumină mai intensă și mai puțin în cele mai expuse mai puțin la lumină. Aceasta producea o imagine de amalgam, mercurul eliminând argintul din halogenuri, solubilizându-l și amalgamându-l în particule libere de argint care aderau la zonele expuse la lumină ale plăcii, lăsând halogenura de argint neexpusă pentru a fi înlăturată în etapa de fixare. Aceasta avea ca rezultat imaginea finală nefixată, ce consta din zone luminoase și zone întunecate în amalgamul gri de pe placă. Cutia de developare a fost construită pentru a permite inspectarea imaginii printr-o fereastră galbenă de sticlă, ceea ce permitea fotografului să știe când să înceteze developarea.
Următoarea operație era „fixarea” permanentă a imaginii fotografice pe placă prin scufundarea într-o soluție de tiosulfat de sodiu, care dizolva halogenurile neexpuse. Inițial, procedeul lui Daguerre a fost cel de a utiliza o soluție saturată de sare în această etapă, dar apoi a adoptat sugestia lui Hershel de a folosi tiosulfat de sodiu, ca și W. H. F. Talbot.
Imaginea astfel produsă este extrem de fragilă și susceptibilă la deteriorări. Practic, toate daghereotipurile sunt protejate de deteriorări accidentale fiind închise într-o carcasă cu geam de sticlă. Prin experiment s-a descoperit că tratarea plăcii cu clorură de aur încălzită dă ton și rezistență imaginii, deși ea rămâne delicată și necesită o carcasă ermetică pentru a fi protejată împotriva atingerilor și a oxidării depunerilor fine de argint ce formează părțile negre din imagine. Cele mai bine păstrate daghereotipuri ce datează din secolul al XIX-lea sunt închise în carcase robuste de sticlă, vidate și umplute cu un gaz inert din punct de vedere chimic, de regulă azot.